# Giovanni Bruzzo
Giovanni Bruzzo (Genova, 15 agosto 1824 – Torino, 28 luglio 1900) è stato un generale e politico italiano.
Fu senatore del Regno d'Italia dal 1878 nella XIII legislatura, e ministro della guerra nel primo governo Cairoli.